# إيموكو فولي
إيموكو فولي هو نادي كرة طائرة إيطالي للسيدات من مدينة كونيليانو.تأسس النادي في 2012.